# Burgas (huyện)
Burgas là một huyện thuộc tỉnh Burgas, Bungaria. Dân số thời điểm năm 2001 là 209479 người.